# SM Tb 84 F
SM Tb 84 F – austro-węgierski torpedowiec z okresu I wojny światowej. Trzecia jednostka typu Tb 82 F. Okręt przetrwał wojnę. W 1920 roku przekazano go Rumunii. Po wcieleniu do rumuńskiej floty otrzymał nazwę Fulgerul. 8 lutego 1922 okręt wywrócił się i zatonął podczas sztormu na Morzu Czarnym podczas transferu do Rumunii.

## Opis
Tb 84 F wyposażony był w dwa kotły parowe typu Yarrow. Współpracowały one z dwoma turbinami parowymi AEG-Curtiss. Okręt uzbrojony był w dwie armaty kalibru 66 mm L/30, pojedynczy karabin maszynowy Schwarzlose oraz dwie podwójne wyrzutnie torped kalibru 450 mm. Od 1917 roku rufową armatę 66 mm mocowano na okrętach tego typu na podstawie umożliwiającej prowadzenie ognia do celów powietrznych.